# Jamie Feick
Jamie Eugene Feick (Lexington, 3 luglio 1974) è un ex cestista statunitense, professionista nella NBA e in Spagna.

## Carriera
Proveniente dall'ateneo di Michigan State e scelto nel 1996 dagli Charlotte Hornets trascorre sei anni nella NBA (con una piccola parentesi a Malaga) in cui si dimostra un ottimo rimbalzista mettendo a referto buone cifre tra la fine degli anni novanta e l'inizio degli anni 2000 e dimostrando di avere un discreto tiro da tre per il ruolo in cui gioca.
È costretto a ritirarsi a neanche 27 anni nel 2001 a causa di un grave infortunio al tallone dopo aver speso le sue ultime stagioni nel New Jersey con la maglia dei Nets.
Ha un career high di 25 rimbalzi messo a referto nella stagione 1997-98.
Nel 1991, a 16 anni, è stato campione dello stato con la scuola superiore.

## Statistiche

### College
| Anno      | Squadra      | PG  | PT | MP   | TC%  | 3P%  | TL%  | RP   | AP  | PRP | SP  | PP   |
| --------- | ------------ | --- | -- | ---- | ---- | ---- | ---- | ---- | --- | --- | --- | ---- |
| 1992-1993 | MSU Spartans | 14  | 0  | 3,9  | 13,3 | 0,0  | 25,0 | 1,4  | 0,1 | 0,1 | 0,1 | 0,4  |
| 1993-1994 | MSU Spartans | 32  | 3  | 15,8 | 55,1 | 0,0  | 48,8 | 3,3  | 0,7 | 0,4 | 0,3 | 3,0  |
| 1994-1995 | MSU Spartans | 28  | 28 | 31,3 | 61,7 | -    | 58,1 | 10,0 | 1,0 | 0,9 | 0,4 | 9,9  |
| 1995-1996 | MSU Spartans | 32  | -  | 30,8 | 43,3 | 30,8 | 61,7 | 9,5  | 2,3 | 0,8 | 0,4 | 10,1 |
| Carriera  | Carriera     | 106 | 31 | 22,8 | 50,2 | 29,4 | 57,7 | 6,7  | 1,2 | 0,6 | 0,4 | 6,6  |

### NBA

#### Regular season
| Anno      | Squadra           | PG  | PT | MP   | TC%  | 3P%  | TL%  | RP   | AP  | PRP | SP  | PP  |
| --------- | ----------------- | --- | -- | ---- | ---- | ---- | ---- | ---- | --- | --- | --- | --- |
| 1996-1997 | Charlotte Hornets | 3   | 0  | 3,3  | 50,0 | 100  | 0,0  | 1,0  | 0,0 | 0,0 | 0,3 | 1,7 |
| 1996-1997 | San Antonio Spurs | 38  | 0  | 16,2 | 35,3 | 30,8 | 52,3 | 5,6  | 0,7 | 0,4 | 0,3 | 3,8 |
| 1997-1998 | Milwaukee Bucks   | 45  | 2  | 10,0 | 43,3 | 30,8 | 48,8 | 2,8  | 0,4 | 0,6 | 0,4 | 2,3 |
| 1998-1999 | Milwaukee Bucks   | 2   | 0  | 1,5  | 0,0  | -    | -    | 1,0  | 0,0 | 0,0 | 0,0 | 0,0 |
| 1998-1999 | N.J. Nets         | 26  | 16 | 32,7 | 50,4 | -    | 71,7 | 11,0 | 0,9 | 1,0 | 0,7 | 6,8 |
| 1999-2000 | N.J. Nets         | 81  | 17 | 27,7 | 42,8 | 100  | 70,7 | 9,3  | 0,8 | 0,5 | 0,5 | 5,7 |
| 2000-2001 | N.J. Nets         | 6   | 0  | 24,8 | 34,8 | -    | 50,0 | 9,3  | 0,8 | 1,3 | 0,5 | 3,7 |
| Carriera  | Carriera          | 201 | 35 | 21,5 | 42,4 | 40,0 | 62,9 | 7,1  | 0,7 | 0,6 | 0,4 | 4,5 |